# Ачагуас
Ачагуас (исп. Achaguas) — город на юго-западе Венесуэлы, на территории штата Апуре. Является административным центром муниципалитета Ачагуас.

## История
Поселение, из которого позднее вырос город, было основано в 1774 году фра Алонсо де Кастро.

## Географическое положение
Ачагуас расположен в северной части штата, на правом берегу реки Апуре-Секо (Апурито), вблизи места впадения в неё реки Матиюре, на расстоянии приблизительно 80 километров к западу-юго-западу (WSW) от Сан-Фернандо-де-Апуре, административного центра штата. Абсолютная высота — 42 метра над уровнем моря.

## Население
По данным Национального института статистики Венесуэлы, численность населения города в 2013 году составляла 38 523 человека.

## Транспорт
В двух километрах к югу от Ачагуаса расположен небольшой одноимённый аэропорт (ICAO: SVCH). К северу от города проходит национальная автомагистраль № 19 (исп. Troncal 19).